# Audrey Luna
Audrey Elizabeth Luna (Salem, Oregón ) es una soprano estadounidense. En 2014 ganó un premio Grammy a la mejor grabación de ópera con The Tempest de Thomas Adès. Se presenta regularmente en escenarios de América y Europa, incluidos el Metropolitan Opera House, Vienna State Opera, Royal Opera House, Houston Grand Opera, Teatro La Fenice, Lyric Opera of Chicago, Den Norske Opera, Pittsburgh Opera y Opéra de Montréal .

## Biografía
Graduada de North Salem High School se licenció en Música en la Universidad Estatal de Portland  y continuó sus estudios en el College Conservatory of Music de la Universidad de Cincinnati con una Maestría en Música y el Diploma de Artista. Luna fue además miembro del Programa de Aprendices de la Ópera de Santa Fe y del Programa de Artistas Jóvenes de la Ópera de Pittsburgh. 

### Trayectoria profesional
Ha aparecido en el escenario de conciertos con la Filarmónica de Berlín, la Orquesta Sinfónica de Londres, la Filarmónica de Nueva York, la Filarmónica de Los Ángeles, la Sinfónica de San Francisco, la Orquesta de Minnesota, la Sinfónica de Seattle y otras. 
Su repertorio para conciertos incluye Requiem de Brahms, Carl OrffCarmina Burana ,Handel 's Mesías, Unsuk Chin´s Cantatrix Sopranica, Makris Sinfonía para soprano y cuerdas, de Vivaldi Gloria, Réquiem de Ligeti y Le Grand Macabre, George Crumb Star-Child, de Amy Beach Grand Mass y Debussy Le Martyre de saint Sébastien.
Debutó en el Metropolitan Opera House como la Reina de la Noche en la producción de Julie Taymor de La flauta mágica. Continuó con papeles como Najade en Ariadne auf Naxos de Strauss, Fiakermilli en Arabella y Olympia en The Tales of Hoffmann. En The Tempest, en la Ópera Metropolitana, representó a Ariel y el The New York Times dijo que "Ariel era una creación deslumbrante, y la señora Luna conquistaba la función".
En 2016 junto al Cuarteto Calder  realizó una gira por Europa con el ciclo de canciones de Péter Eötvös The Sirens. Más tarde, en 2017, estableció el récord de cantar la nota escrita más alta en el escenario de Metropolitan Opera House, A ♮ 6, durante la producción de estreno estadounidense de la nueva ópera de Thomas Adès El ángel exterminador.  Fue también parte del estreno mundial de esa ópera en el Festival de Salzburgo en 2016, y con una producción de la Royal Opera House, Londres, en 2017. Otros papeles en su repertorio incluyen a Zerbinetta en Ariadne auf Naxos, el papel principal en Lucia di Lammermoor, Madame Mao en Nixon en China, Gilda en Rigoletto, el papel principal en Lakmé y Jefe de Gepopo en Le Grand Macabre. Durante la temporada 2017/18, debutó como Norina en Don Pasquale y Marie en La fille du régiment. En la temporada 2019-20, como Gilda en Rigoletto debutando con la Ópera de Hong Kong, la reedición de Hermione Manfred Trojahn's Orest con la Ópera Estatal de Viena, soprano solista en Die Nachtigall de Ernst Krenek con La Orquesta de Cleveland y regresó a La Ópera de Santa Fe como Reina de la Noche en La flauta mágica.

## Premios y reconocimientos
- En 2017, estableció el récord de cantar la nota escrita más alta en el escenario de Metropolitan Opera House, A ♮ 6,
- En 2014 Premios Grammy a la Mejor grabación de Ópera de Thomas Adès con la ópera El Tempest y Premio Diapason d'Or, [1]

## Discografía[8]
- Thomas Adès, The Tempest, Deutsche Grammophon DVD
- Péter Eötvös, The Sirens, with Calder Quartet, BMC Records CD